# Põltsamaa (comune rurale)
Põltsamaa è un comune rurale dell'Estonia orientale, nella contea di Jõgevamaa. Il capoluogo del comune rurale è il borgo di Põltsamaa.
Nel 2017 ha inglobato il comune urbano di Põltsamaa e i comuni rurali di Pajusi e Puurmani.

## Località
Il comune comprende due borghi (in estone alevik), Adavere e Kamari, e 28 località (in estone küla):
Alastvere - Annikvere - Esku - Kaavere - Kablaküla - Kaliküla - Kalme - Kuningamäe - Lebavere - Lustivere - Mällikvere - Mõhküla - Neanurme - Nõmavere - Pauastvere - Pilu - Pudivere - Puduküla - Puiatu - Räsna - Rõstla - Sulustvere - Tõrenurme - Umbusi - Väike-Kamari - Vitsjärve - Võhmanõmme - Võisiku.